# NGC 7169
NGC 7169 este o galaxie situată în constelația Cocorul. A fost descoperită în 30 septembrie 1834 de către John Herschel. Se află la o distanță de 100,93 megaparseci de Pământ.